# Campus Fichtenhain
Der Campus Fichtenhain ist ein 74.500 m² großes Areal im Süden der Stadt Krefeld. Er wurde Anfang des 20. Jahrhunderts als „Rheinische Provinzial-Fürsorgeerziehungsanstalt“ errichtet. Heute ist er ein Gewerbestandort, der vor allem von kreativen Dienstleistern genutzt wird.

## Lage
Der 74.500 m² große Campus Fichtenhain liegt im Südwesten des Krefelder Stadtbezirk Fischeln. Im Westen, Norden und Osten vom Gewerbegebiet Europark Fichtenhain umgeben, grenzt der Campus im Süden unmittelbar an die A 44 und die Stadt Willich.

## Geschichte
Der Campus Fichtenhain wurde um 1905 als erste „Rheinische Provinzial-Fürsorgeerziehungsanstalt“ für schwer erziehbare Knaben konzipiert.
Anfang des 20. Jahrhunderts wurden Mädchen und Jungen getrennt voneinander erzogen – entsprechend entstand parallel zur Krefelder Einrichtung in Mönchengladbach im Nordpark eine Erziehungsanstalt für die schwierigeren Fälle unter den Mädchen. Die Anlagen waren architektonisch und städtebaulich äußerst fortschrittlich und wurden durch eine enge Verbindung von Wohnen und Arbeiten gekennzeichnet.
Die Krefelder Anstalt gliederte sich in drei Teile: die eigentliche Erziehungsanstalt, den Hauptgutshof und das Vorwerk Höffgeshof. Erstgenannte bestand aus dem Verwaltungsgebäude, den Zöglingshäusern A bis D, einer Kochküche mit Festsaal, einer Waschküche mit Badeeinrichtungen, einem Werkstättengebäude, einem Kessel- und Maschinenhaus, einem Pförtner-Wohnhaus sowie einem Lazarett.
Bei dem Waschküchengebäude handelte es sich aber nicht nur um eine Art Waschsalon aus der Kaiserzeit, sondern dazu gehörte auch ein kleines Schwimmbad.

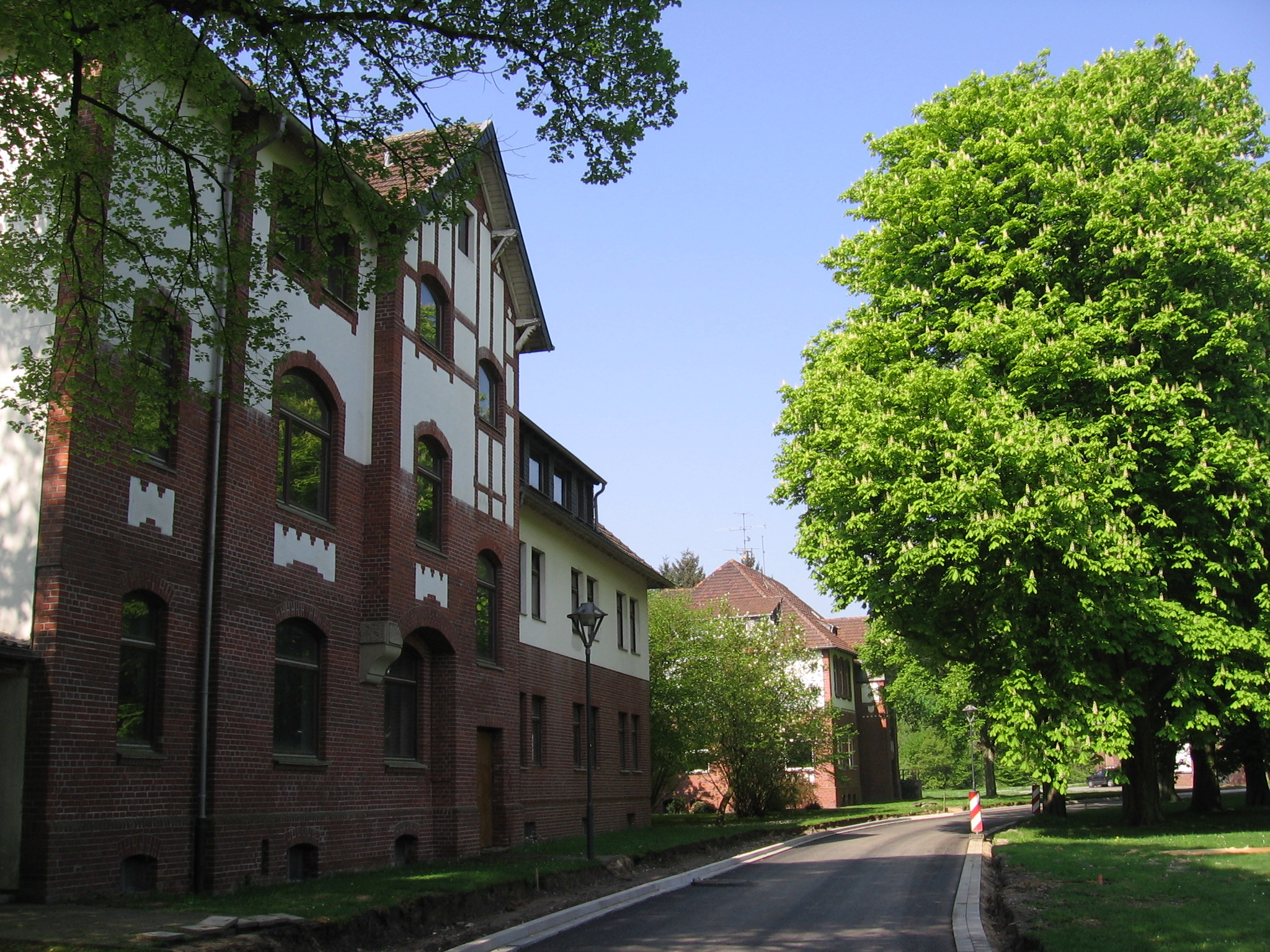
Blick auf ein Gebäudeensemble im Campus Fichtenhain

Das in ihren Einzelgebäuden bis heute weitgehend noch in der Grundkonzeption erhaltene Areal macht den ursprünglich sozialpflegerischen Ansatz auf einen Blick deutlich. Meist zweigeschossige Backsteinbauten sind dabei um eine zentrale Grünfläche gruppiert. Die Gebäude zeigen die Inspiration der damaligen Baumeister.
In den 30er Jahren wurde die Einrichtung vorübergehend umgewidmet. Sie wurde zunächst als Schulungslager der SA genutzt und in den Jahren kurz vor und während des Zweiten Weltkrieges zum Standort von Wehrmachtstäben bzw. der Heeresgruppe B.

## Gegenwart und Zukunft
1997 erwarb die Grundstücksgesellschaft der Stadt Krefeld mbH & Co. KG, damals noch eine Tochtergesellschaft der Krefelder Wirtschaftsförderungsgesellschaft, das gesamte Areal vom Landschaftsverband Rheinland, mit dem langfristigen Ziel, es in einem Gewerbepark für Büronutzung umzufunktionieren. Der Landschaftsverband Rheinland ist derzeit noch mit einer Wohngruppe und einer Werkstatt auf dem Gelände des Campus Fichtenhain ansässig. Gleichzeitig haben sich erste Unternehmen aus dem Bereich der kreativen Dienstleistungen angesiedelt. Die Gebäude stehen unter Denkmalschutz. Der Campus Fichtenhain wurde als Modellprojekt zur Nachhaltigen Gewerbegebietsentwicklung seitens des Ministeriums für Landwirtschaft und Verbraucherschutz des Landes Nordrhein-Westfalen ausgezeichnet.